# رودخانه‌ای به نام تیتاس
رودخانه‌ای به نام تیتاس (به بنگالی: তিতাস একটি নদীর নাম) و (به انگلیسی: A River Called Titas) فیلمی هندی محصول سال ۱۹۷۳ و به کارگردانی ریتویک گاتاک است. در این فیلم بازیگرانی همچون رزی صمد، کابوری چودهاری، روشن جمیل و رانی سرکار ایفای نقش کرده‌اند.